# Німеччина на літніх Олімпійських іграх 1904
Німеччина на літніх Олімпійських іграх 1904 була представлена 22 спортсменами у дев'яти видах спорту. За результатами змагань команда зайняла друге місце в загальнокомандному медальному заліку.

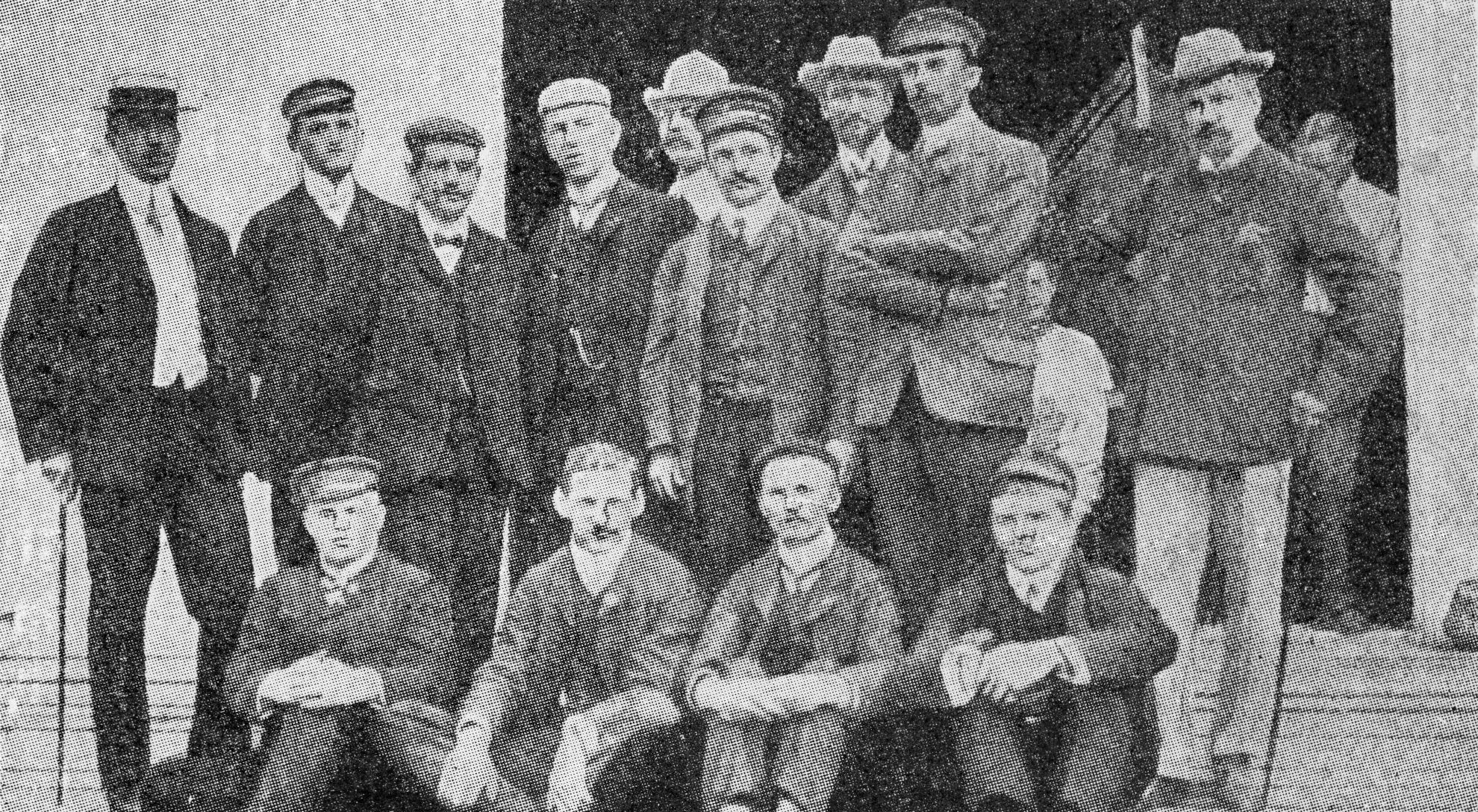
Група німецьких учасників на Олімпійських іграх 1904 року в Сент-Луїсі

Результати деяких спортсменів у тенісі та перетягуванні канату, виділені курсивом, зараховані змішаній команді

## Медалісти

### Золото
|   |                |                                     |
| № | Спортсмени     | Вид спорту (дисципліна)             |
| 1 | Еміль Рауш     | Плавання (880 ярдів вільним стилем) |
| 2 | Еміль Рауш     | Плавання (1 миля вільним стилем)    |
| 3 | Вальтер Брак   | Плавання (100 ярдів на спині)       |
| 4 | Ґеорґ Захаріас | Плавання (440 ярдів брасом)         |

### Срібло
|   |                 |                                               |
| № | Спортсмени      | Вид спорту (дисципліна)                       |
| 1 | Франк Куглер    | Вільна боротьба (понад 71,7 кг)               |
| 2 | Ґеорґ Гоффманн  | Плавання (100 ярдів на спині)                 |
| 3 | Вальтер Брак    | Плавання (440 ярдів брасом)                   |
| 4 | Ґеорґ Гоффманн  | Стрибки у воду (вишка)                        |
| 5 | Вільгельм Вебер | Спортивна гімнастика (індивідуальна першість) |

### Бронза
|   |                 |                                               |
| № | Спортсмени      | Вид спорту (дисципліна)                       |
| 1 | Франк Куглер    | Важка атлетика (поштовх двома руками)         |
| 2 | Франк Куглер    | Важка атлетика (багатоборство на гантелях)    |
| 3 | Пауль Вайнштайн | Легка атлетика (стрибки у висоту)             |
| 4 | Еміль Рауш      | Плавання (220 ярдів вільним стилем)           |
| 5 | Ґеорґ Захаріас  | Плавання (100 ярдів на спині)                 |
| 6 | Франк Куглер    | Перетягування канату (чоловіки)               |
| 7 | Вільгельм Вебер | Спортивна гімнастика (першість на 9 снарядах) |

### Медалі в окремих видах спорту
| Змагання             | Золото | Срібло | Бронза | Загалом |
| Плавання             | 4      | 2      | 2      | 8       |
| Спортивна гімнастика |        | 1      | 1      | 2       |
| Важка атлетика       |        |        | 2      | 2       |
| Вільна боротьба      |        | 1      |        | 1       |
| Стрибки у воду       |        | 1      |        | 1       |
| Легка атлетика       |        |        | 1      | 1       |
| Перетягування канату |        |        | 1      | 1       |

### Спортсмени з кількома медалями
| Ім'я            | Золото | Срібло | Бронза | Загалом |
| Франк Куглер    |        | 1      | 3      | 4       |
| Еміль Рауш      | 2      |        | 1      | 3       |
| Вальтер Брак    | 1      | 1      |        | 2       |
| Ґеорґ Захаріас  | 1      |        | 1      | 2       |
| Ґеорґ Гоффманн  |        | 2      |        | 2       |
| Вільгельм Вебер |        | 1      | 1      | 2       |

## Результати змагань

### Боротьба
| Змагання              | Спортсмени     | 1 раунд            | Чвертьфінал        | Півфінал                     | Фінал                         | Результат |
| Змагання              | Спортсмени     | Суперник Результат | Суперник Результат | Суперник Результат           | Суперник Результат            | Результат |
| --------------------- | -------------- | ------------------ | ------------------ | ---------------------------- | ----------------------------- | --------- |
| Вільна, до 65,8 кг    | Рудольф Волкен |                    |                    | Рудольф Тесінг (USA) програш | не пройшов                    | 5–8       |
| Вільна, понад 71,7 кг | Франк Куглер   |                    |                    | Джозеф Ділг (USA) перемога   | Бернгофф Гансен (NOR) програш | 2         |

### Важка атлетика
| Змагання                  | Спортсмен    | Фінал     | Фінал |
| Змагання                  | Спортсмен    | Результат | Місце |
| ------------------------- | ------------ | --------- | ----- |
| Поштовх двома руками      | Франк Куглер | 79,61 кг  | 3     |
| Багатоборство на гантелях | Франк Куглер | 36,06     | 3     |

### Водні види спорту

#### Плавання
| Змагання                 | Спортсмени     | Фінал     | Фінал |
| Змагання                 | Спортсмени     | Результат | Місце |
| ------------------------ | -------------- | --------- | ----- |
| 220 ярдів вільним стилем | Еміль Рауш     | 2:56,0    | 3     |
| 880 ярдів вільним стилем | Еміль Рауш     | 13:11,4   | 1     |
| 1 миля вільним стилем    | Еміль Рауш     | 27:18,2   | 1     |
| 100 ярдів на спині       | Вальтер Брак   | 1:16,8    | 1     |
| 100 ярдів на спині       | Ґеорґ Гоффманн | невідомо  | 2     |
| 100 ярдів на спині       | Ґеорґ Захаріас | невідомо  | 3     |
| 440 ярдів брасом         | Ґеорґ Захаріас | 7:23,6    | 1     |
| 440 ярдів брасом         | Вальтер Брак   | невідомо  | 2     |
| 440 ярдів брасом         | Ґеорґ Гоффманн | невідомо  | 4     |

#### Стрибки у воду
| Змагання | Спортсмени           | Фінал     | Фінал |
| Змагання | Спортсмени           | Результат | Місце |
| -------- | -------------------- | --------- | ----- |
| Вишка    | Ґеорґ Гоффманн       | 11,66     | 2     |
| Вишка    | Альфред Брауншвайгер | 11,33     | 4     |
| Вишка    | Отто Хофф            | невідомо  | 5     |

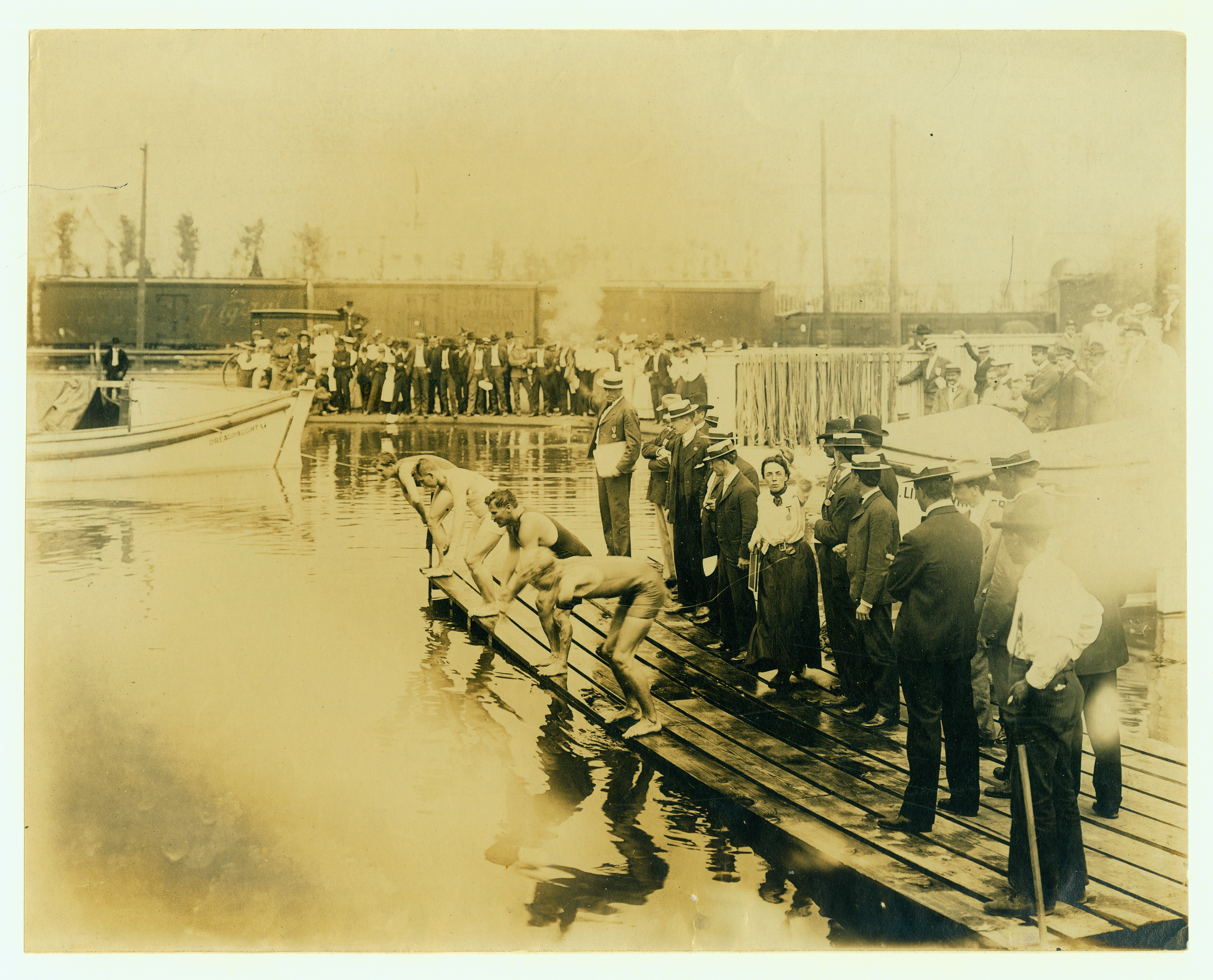
Початок змагань на дистанції 220 ярдів вільним стилем. Еміль Рауш — має другу позицію з краю на старті
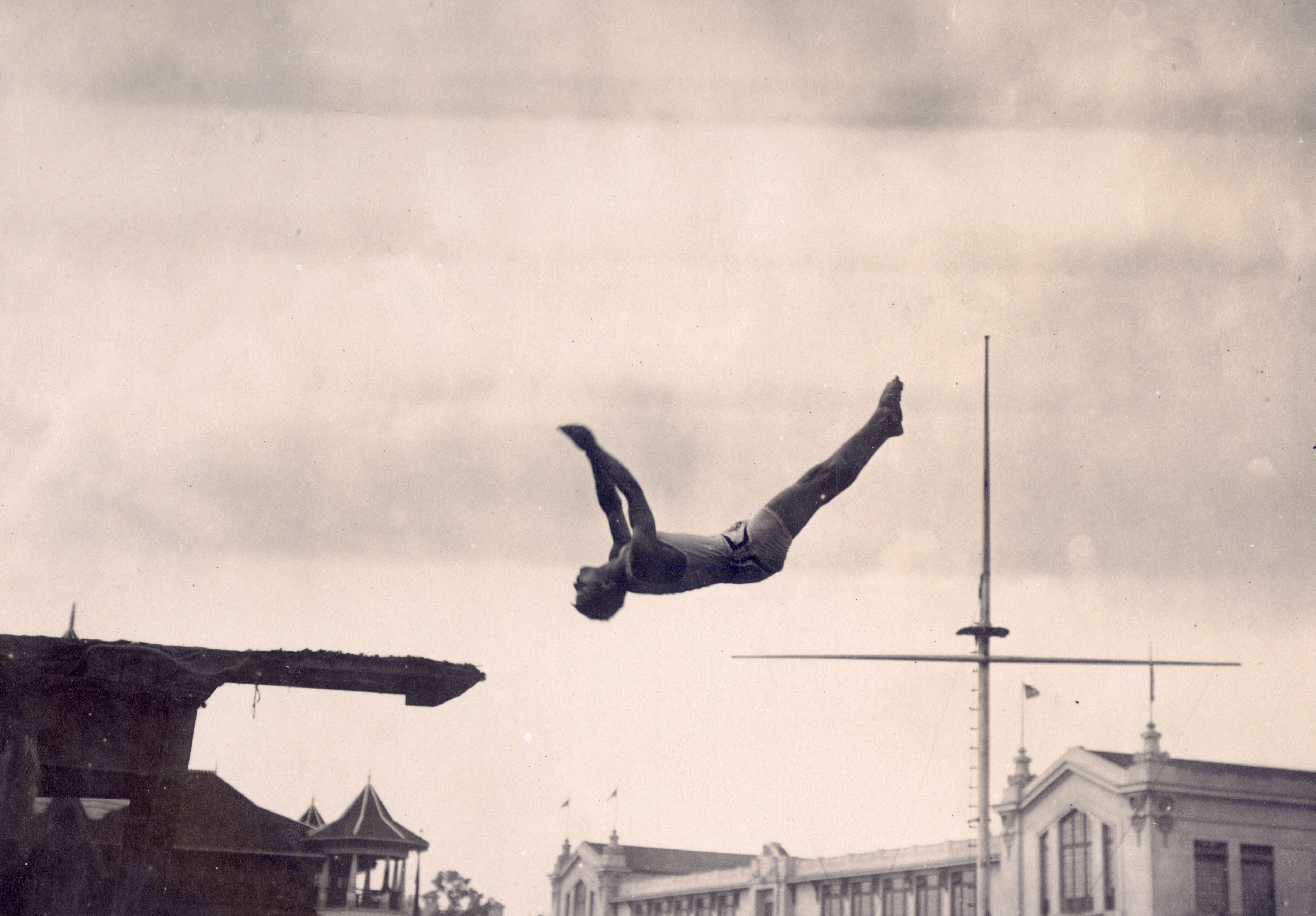
Альфред Брауншвайгер виконує стрибок у воду

### Легка атлетика
| Змагання           | Спортсмени      | Фінал     | Фінал |
| Змагання           | Спортсмени      | Результат | Місце |
| ------------------ | --------------- | --------- | ----- |
| 400 метрів         | Йоханнес Рунге  | невідомо  | 7-12  |
| 800 метрів         | Йоханнес Рунге  | невідомо  | 5     |
| 1500 метрів        | Йоханнес Рунге  | невідомо  | 5     |
| Стрибки у висоту   | Пауль Вайнштайн | 1,77 м    | 3     |
| Стрибки з жердиною | Пауль Вайнштайн | невідомо  | 7     |
| Триборство         | Кристиан Буш    | 30,0      | 7     |
| Триборство         | Ернст Мор       | 29,7      | 9     |
| Триборство         | Вільгельм Вебер | 27,6      | 21    |
| Триборство         | Отто Виганд     | 27,2      | 28    |
| Триборство         | Вильгельм Лемке | 26,6      | 34    |
| Триборство         | Адольф Вебер    | 25,9      | 44    |
| Триборство         | Хуго Пайч       | 25,1      | 55    |

### Перетягування канату
| Змагання | Спортсмени                                                                    | Чвертьфінал | Півфінал       | Фінал | Півфінал за срібло | Фінал за срібло |
| -------- | ----------------------------------------------------------------------------- | ----------- | -------------- | ----- | ------------------ | --------------- |
| Чоловіки | США 3 Гаррі Джекобс, Франк Куглер, Чарльз Тіас, Оскар Фріде, Чарльз Габеркорн |             | США 4 програли |       | США 2 програли     | 3               |

### Спортивна гімнастика
| Змагання               | Спортсмени      | Фінал     | Фінал |
| Змагання               | Спортсмени      | Результат | Місце |
| ---------------------- | --------------- | --------- | ----- |
| Індивідуальна першість | Вільгельм Вебер | 69,10     | 2     |
| Індивідуальна першість | Ернст Мор       | 67,90     | 4     |
| Індивідуальна першість | Отто Виганд     | 67,82     | 5     |
| Індивідуальна першість | Хуго Пайч       | 66,66     | 7     |
| Індивідуальна першість | Кристиан Буш    | 66,12     | 9     |
| Індивідуальна першість | Вильгельм Лемке | 64,15     | 13    |
| Індивідуальна першість | Адольф Вебер    | 62,62     | 19    |
| Першість на 9 снарядах | Вільгельм Вебер | 41,60     | 3     |
| Першість на 9 снарядах | Хуго Пайч       | 41,56     | 4     |
| Першість на 9 снарядах | Отто Виганд     | 40,82     | 5     |
| Першість на 9 снарядах | Ернст Мор       | 38,90     | 9     |
| Першість на 9 снарядах | Вильгельм Лемке | 37,75     | 11    |
| Першість на 9 снарядах | Кристиан Буш    | 37,62     | 13    |
| Першість на 9 снарядах | Адольф Вебер    | 36,72     | 17    |

### Теніс
| Змагання         | Спортсмени                        | Перший раунд       | Другий раунд       | 1/8 фіналу                                               | Чвертьфінал        | Півфінал           | Фінал              |
| Змагання         | Спортсмени                        | Суперник Результат | Суперник Результат | Суперник Результат                                       | Суперник Результат | Суперник Результат | Суперник Результат |
| ---------------- | --------------------------------- | ------------------ | ------------------ | -------------------------------------------------------- | ------------------ | ------------------ | ------------------ |
| Одиночний розряд | Хуго Гарді (GER)                  |                    |                    | Білс Райт (USA) програш; 6-2, 6-1                        | не пройшов         | не пройшов         | не пройшов         |
| Парний розряд    | Хуго Гарді (GER) Пол Глісон (USA) |                    |                    | Альфонсо Белл (USA) Роберт Лерой (USA) програш; 3-6, 1-6 | не пройшли         | не пройшли         | не пройшли         |

### Фехтування
| Змагання | Спортсмен     | Півфінал | Півфінал | Фінал    | Фінал |
| Змагання | Спортсмен     | Перемог  | Місце    | Перемог  | Місце |
| -------- | ------------- | -------- | -------- | -------- | ----- |
| Рапіра   | Густав Казмір | 3        | 1        | 0        | 4     |
| Шпага    | Густав Казмір |          |          | невідомо | 4     |